# 熱田神宮伝馬町駅
熱田神宮伝馬町駅（あつたじんぐうてんまちょうえき）は、愛知県名古屋市熱田区伝馬二丁目にある、名古屋市営地下鉄名城線の駅である。駅番号はM26。アクセントカラーは青紫（ただし、ホームドア設置当初は青色）。熱田神宮正門（南門）の最寄り駅。

## 歴史
4号線の開業に伴い、1974年（昭和49年）3月に「伝馬町駅」として開業した。
国道1号と大津通が交わる伝馬町交差点の地下に位置する。4号線の開業以前は大津通に名古屋市電熱田線が通り、付近に熱田伝馬町停留所が設置されていた。
熱田神宮正門（南門）が近くにあり、2019年（令和元年）には駅名の改称が検討されたが、現状の駅名で市民に定着しているとして見送られることになった。しかし、2020年（令和2年）8月には再び改称が検討され、2022年（令和4年）度に「熱田神宮伝馬町駅」に改称されることになり、2023年（令和5年）1月に改称した。なお、同日に改称した4駅の中で唯一、地元住民からの要望で名前が決定されている。

### 年表
- 1974年（昭和49年）3月30日：4号線の「伝馬町駅」（てんまちょうえき）として開業。
- 2004年（平成16年）10月6日：4号線を名城線に改称。
- 2008年（平成20年）：東芝エレベータ株式会社による駅舎のバリアフリー工事が完成。
- 2021年（令和3年）3月1日：可動式ホーム柵使用開始。
- 2022年（令和4年）12月27日：翌年1月4日の駅名改称に向けて、駅コンコースの柱および熱田神宮正門最寄りの1番出入口の壁面の改装工事が完了[7]。
- 2023年（令和5年）1月4日：駅名を「熱田神宮伝馬町駅」に改称[2][3]。同時に駅アクセントカラーも変更された。

## 駅構造
相対式2面2線のホームを持つ地下駅。隣の熱田神宮西駅とともに、熱田神宮参拝の多客に対応するため階段や通路は広めに造られている。
当駅は、名城線南部駅務区金山管区駅が管轄している。

### のりば
| ホーム | 路線   | 方向   | 行先             |
| ------ | ------ | ------ | ---------------- |
| 1      | 名城線 | 左回り | 新瑞橋・八事方面 |
| 2      | 名城線 | 右回り | 金山・栄方面     |

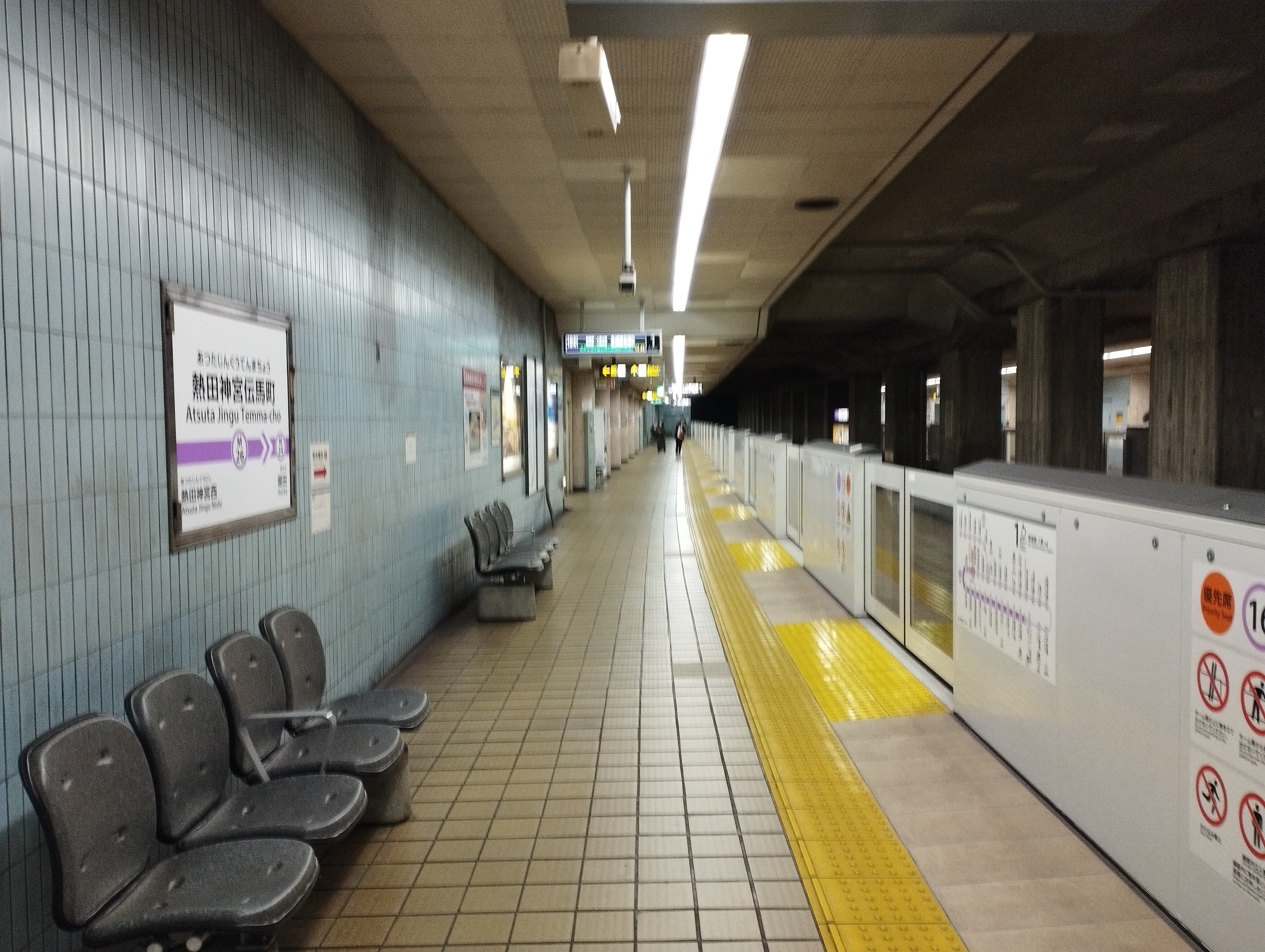
ホーム（ホーム柵設置後）
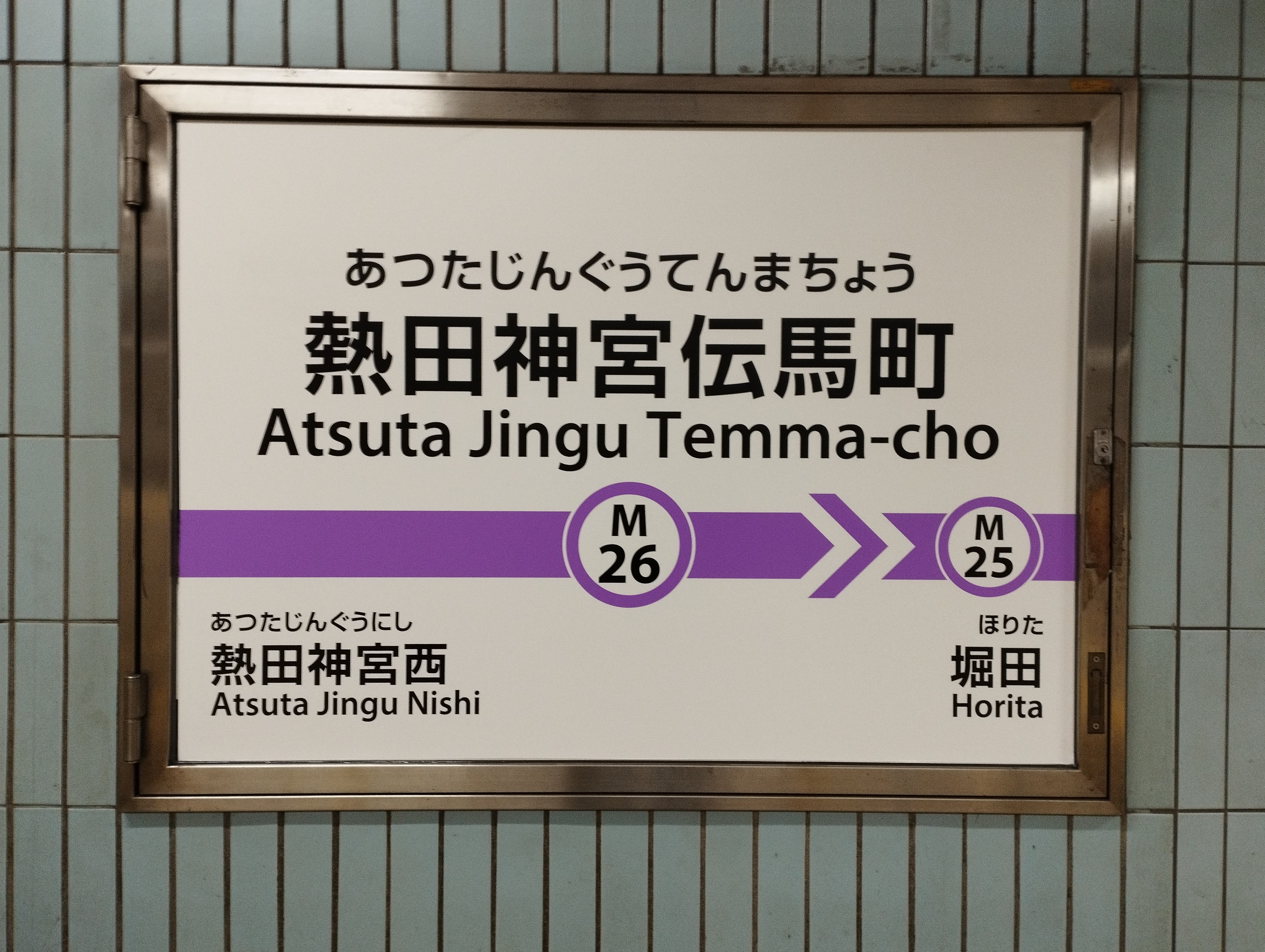
駅名標
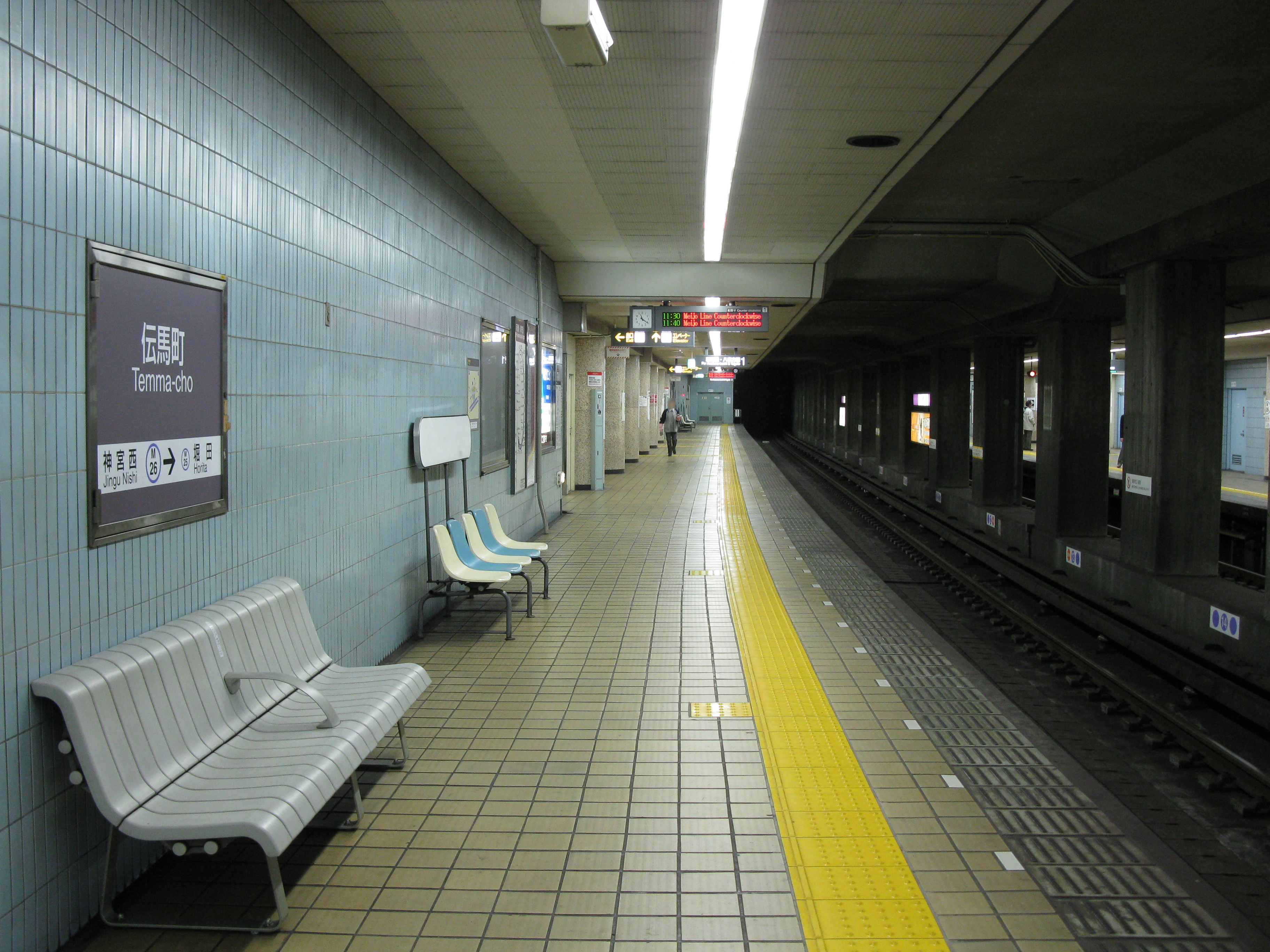
ホーム（ホーム柵設置前）
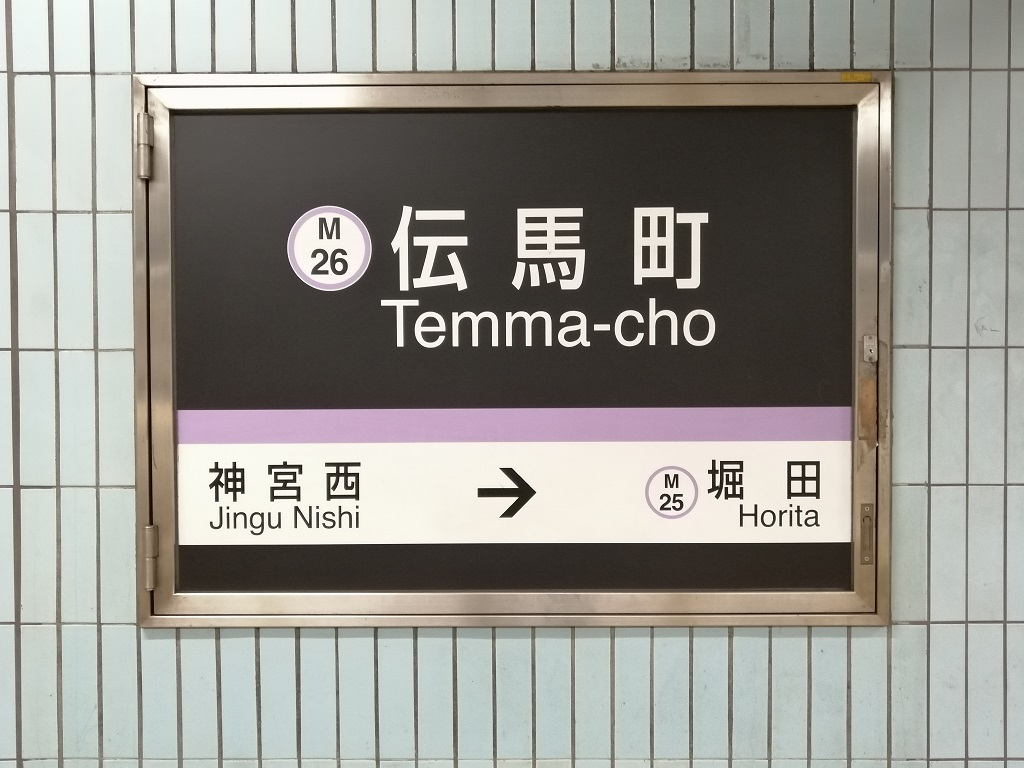
伝馬町駅時代の駅名標

## 利用状況
2022年度の1日当たり平均乗車人員は、6,702人である。普段はJRや名鉄の駅に近いため隣の熱田神宮西駅と同じく利用者はそれほど多くないが、正月の初詣時期は多くの人で賑わう。市バス路線が充実しているが神宮前駅（神宮東門）まで直通するために利用者数は熱田神宮西駅より少ない。

## 駅周辺

### 周辺の施設
- 熱田神宮
  - 熱田神宮宝物館
    - 熱田神宮文化殿
    - 熱田神宮能楽殿
- 秋葉山円通寺
- 熱田郵便局
- 名古屋市教育センター
- 名古屋法務局 熱田出張所
- 熱田区休日急病診察所
- 名古屋工学院専門学校
- 東海工業専門学校熱田校
- あいち銀行熱田支店
- 神宮前駅 - 名鉄名古屋本線・常滑線
- 国道1号
- 大津通（愛知県道226号熱田停車場伝馬線）
- 愛知県道225号名古屋東港線

### バス路線
最寄りバス停留所は、熱田伝馬町となる。以下の路線が乗り入れ、名古屋市交通局（名古屋市営バス）により運行されている。2011年（平成23年）5月2日より熱田伝馬町（南）バス停の追加が行われ、神宮東門行各系統が停車する。また、従来の神宮東門行発着停留所は熱田伝馬町（北）に改称された。
- 幹神宮1：熱田区役所行、多加良浦行、河合小橋行、中川車庫前行
- 幹神宮2：熱田区役所行、権野行、中川車庫前行（北側停留所のみ停車）
- 栄21：栄行、泉楽通四丁目行
- 金山19：金山行、泉楽通四丁目行、ワイルドフラワーガーデン行、神宮東門行、潮見町南行
- 神宮12：神宮東門行、鳴尾車庫行
- 神宮15：神宮東門行、鳴尾車庫行、要町行
- 神宮16、南巡回：神宮東門行（神宮東門行・道徳通経由右回り・豊本通経由左回り）
- 熱田巡回：金山行（日比野経由右回り、六野経由左回り）

## 隣の駅
名古屋市営地下鉄
 名城線
堀田駅 (M25) - 熱田神宮伝馬町駅 (M26) - 熱田神宮西駅 (M27)